# Naviego
Naviego (en asturiano y oficialmente: Naviegu) es un lugar y una parroquia del concejo asturiano de Cangas del Narcea, en España.
El nombre completo de la parroquia es San Vicente de Regla de Naviego.[cita requerida]
El lugar de Naviego se encuentra a unos 580 metros de altitud sobre el nivel del mar. Situado a 14 km de Cangas del Narcea a la ribera del río Naviego, afluente del Narcea, parte de la parroquia forma parte del parque natural de las Fuentes del Narcea, Degaña e Ibias. 
La parroquia tiene una extensión de 16,8 km² y una población de 146 habitantes (INE 2023).

## Poblaciones
Según el nomenclátor de 2008 la parroquia comprende las poblaciones de:
- Folguerajú (Folgueraxú, aldea): 18 habitantes
- La Mata (casería): 4 habitantes
- Murias de Puntarás (Murias de Pontarás, aldea): 19 habitantes
- Naviego (Naviegu, lugar): 28 habitantes
- Palacio de Naviego (Palaciu, lugar): 20 habitantes
- Penellada (Peneḷḷada, casería): 2 habitantes
- Puntarás (Pontarás, aldea): 18 habitantes
- Regla de Naviego (Riegla de Naviegu, lugar): 50 habitantes
- Villacanes (Viḷḷaicanes, casería): 5 habitantes
- Villalajur (Viḷḷaxur, casería): 7 habitantes
- Villar de Naviego (Viḷḷar de Naviegu, aldea): 33 habitantes

Además de los impresionantes paisajes de los que se puede disfrutar en la zona, encontramos una de las últimas oseras de España a menos de 2 km del pueblo.
En el centro de la aldea nos encontramos una capilla con tallas de Escuela Castellana Románica y estelas celtas de periodos prerromanos.
En el pueblo también se ven varios hórreos de estilo asturiano y casas de más 200 años de antigüedad, sin contar las tradicionales cabañas de la montaña denominadas brañas. 
Durante los periodos permitidos se puede disfrutar de la pesca de alta montaña, muy tradicional en la zona y con varios lugares muy agradables para ejercerla.
En Palacio de Naviego hay una casa rural abierta en el 2005 a partir de un palacete en un entorno natural inigualable, justo a la ribera del río Naviego y a 13 km de Cangas.
Existe en la zona la llamada "Mina de la Carnera" en el pueblo de Puntaras, posiblemente, los restos de una antigua explotación minera romana, que la tradición popular relaciona con la retirada de los árabes durante la reconquista de la zona, y la ocultación en ella de una carnero de oro, que fue buscado con tenacidad y esperanza por varias generaciones.